# Amarantine (singel)
Amarantine – singel Enyi, pochodzący z albumu Amarantine.

## Lista utworów
1. „Amarantine” – 3:07
2. „The Comb of the Wind” – 3:39
3. „Spaghetti Western Theme from The Celts” – 1:57

### Singel Amarantine – wersja francuska
1. „Amarantine” (Album Version)
2. „Boadicea” (Single Version)
3. „Orinoco Flow”

## Notowania
| Chart                              | Pozycja |
| ---------------------------------- | ------- |
| Adult Contemporary (USA)           | 12      |
| Hot Singles Sales (USA)            | 10      |
| French Singles Chart (Francja)     | 15      |
| UK Singles Chart (Wielka Brytania) | 53      |
| Oricon Weekly Single 100 (Japonia) | 71      |